# Pius Morera i Prat
Pius Morera i Prat (Igualada, 5 de juliol de 1942 - 18 de juny de 2021) fou un filòleg, professor i poeta català, membre de l'Associació Internacional de Llengua i Literatura Catalanes.. A partir de l'any 2010 i fins al 2021 conduïa el programa radiofònic Aparador de poesia a Ràdio Santvi en que entrevistava poetes catalans.

## Obra

### Narrativa
- 2006 La cendrosa. Versió d'un conte popular. Biblioteca de Sant Vicenç de Montalt.[4]

### Poesia[3]
- 1965 Un mocador d'herbes per a jòquers, accèssit del Premi Amadeu Oller
- 2015 Se m'ha acostat per oferir-me els llavis
- 2015 Premi Amadeu Oller, 50 anys de poesia (editor)
- 2015 L'assassí va descalç per la ciutat
- 2017 Un bypass permet a un tetraplègic de moure la mà
- 2019 Els records i la mort se'n van de marxa (amb imatges de Toni Buch
- 2021 Quartet de vent sota la pluja de febrer (amb il·lustracions d'Ana Cloe Brugueras)